# Minamitane
Minamitane (南種子町?) è una cittadina giapponese della prefettura di Kagoshima situata nella parte meridionale dell'isola di Tanegashima nell'arcipelago delle isole Ōsumi.
A Mimitane si trova la sede dell'Agenzia Spaziale Giapponese all'interno del Centro spaziale di Tanegashima.